# Чао Гай
Чао Гай (кит. 晁盖, пиньинь Cháo Gài) — вымышленный литературный персонаж, один из главных героев романа Ши Найаня «Речные заводи».

## Описание
В начале повествования Чао Гай — староста деревни Дунцицунь. О нём известно, что он происходит из богатой семьи и не женат. Так же он охарактеризован как справедливый и не имеющий страсти к стяжательству человек, посвящающий основную часть своего времени боевым искусствам.

## Биография
Прозвище «Небесный князь» заслужил за перенесение пагоды, защищающей от злых духов, с берега, принадлежащего соседней деревне на берег, принадлежащий деревне, где он был старостой. В дальнейшем, с помощью семи своих друзей спланировал и совершил ограбление отряда, доставлявшего подарки ко дню рождения сановника Цай Цзиня. Преступление было раскрыто, и Чао Гай с друзьями был вынужден бежать на гору Ляншаньбо, в разбойничий лагерь. Глава лагеря Ван Лунь встречает новоприбывших холодно, и пытается их выпроводить, но симпатизирующий Чао Гаю Линь Чун убивает Ван Луня и Чао Гай становится главой стана Ляншаньбо. После этого он участвует в нескольких битвах, но в основном войсками лагеря руководит Сун Цзян. Затем, в битве за город Цзэнтоуши, Чао Гай ведет войска лично. Ему в лицо попадает отравленная стрела с надписью «Ши Вэнь-гун». Чао Гай умирает, завещая назначить вождём того, кто захватит Ши Вэнь-гуна. Несмотря на то, что этим человеком оказывается Лу Цзюньи, главой лагеря становится Сун Цзян. Чао Гай не входит в список из 108 звёзд судьбы, составленный ближе к концу романа.

## Киновоплощения
- Тунь Лам (Речные заводи,1972)
- Пэнь Юнтай (Речные заводи, 1983)
- Чжань Чжичжонг (Речные заводи, 1998)
- Рэй Луй (All Men Are Brothers, 2011)